# Chalk Farm (stanice metra v Londýně)
Chalk Farm je stanice londýnského metra poblíž Camden Town v londýnské čtvrti Camden. Je na větvi Edgware linky Northern Line mezi stanicemi Camden Town na jihu a Belsize Park na severu. Stanice je v přepravní zóně 2. S ročním počtem cestujících mírně pod pěti miliony v roce 2011 je Chalk Farm jednou z nejrušnějších stanic na větvi Edgware linky Northern Line.

## Historie
Stanice byla otevřena 22. června 1907 železniční společností Charing Cross, Euston & Hampstead Railway (CCE & HR). Původně vlaky jezdily mezi stanicemi Golders Green a Charing Cross. Linka byla prodloužena do stanice Edgware na sever v letech 1923–1924 a do stanice Kennington v roce 1926. V té době všechny vlaky používaly větev Charing Cross. V rámci komplexního jednotného vizuálu bylo v roce 1908 doplněno textové logo „UndergrounD“ na nároží staniční budovy.
V návaznosti na prodloužení železnice City and South London Railway (C & SLR) do stanice Camden Town v roce 1924 byly železniční systémy CCE & HR a C & SLR propojeny, což umožnilo obsluhovat ze stanice Chalk Farm i větev Bank a zajíždět na jih do stanice Clapham Common, s prodloužením do stanice Morden v roce 1926.

## Umístění stanice
Stanice Chalk Farm leží na křižovatce ulic Haverstock Hill (severní prodloužení ulice Chalk Farm Road) a Adelaide Road, které vytváří nároží s ostrým úhlem tvořící centrum stejnojmenného okolí.

## Architektura
Stanice Chalk Farm je v úzké, klínovité budově s nejdelším průčelím ze všech stanic, které navrhl architekt Leslie Green pro tři linky metra vlastněné společností Underground Electric Railways Company of London, otevřených v letech 1906 až 1907. Má rovněž nejmělčí výtahovou šachtu ze všech stanic londýnského metra (21 stop, tj. zhruba 6,5 metru). V roce 2005 dokončila společnost Tube Lines rekonstrukci stanice. Budova stanice je na seznamu budov zvláštního architektonického nebo historického významu, stupeň II.

## Dopravní návaznost
Stanici obsluhují autobusové linky 31, 168 a 393, a dále noční linky N5, N28 a N31.
| Rok  | Počet cestujících |
| ---- | ----------------- |
| 2011 | 4,94 mil.         |
| 2012 | 5,34 mil.         |
| 2013 | 5,55 mil.         |
| 2014 | 5,89 mil.         |
| 2015 | 5,75 mil.         |
| 2016 | 5,61 mil.         |
| 2017 | 5,89 mil.         |
| 2018 | 5,23 mil.         |
| 2019 | 5,31 mil.         |
| 2020 | 1,40 mil.         |
| 2021 | 2,26 mil.         |
| 2022 | 3,52 mil.         |
| 2023 | 4,60 mil.         |

## Galerie

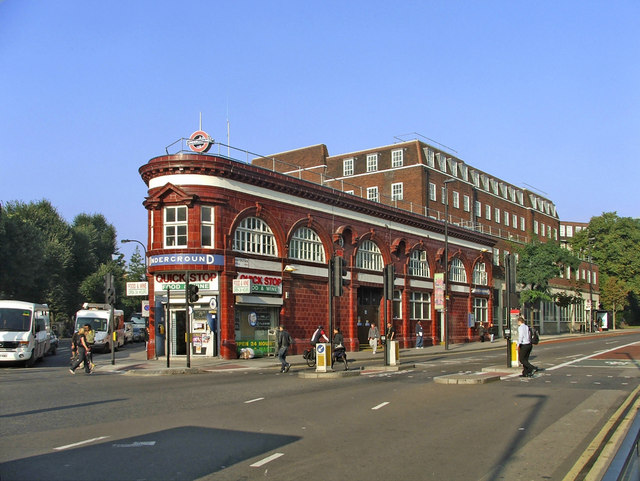
Celkový pohled na stanici Chalk Farm
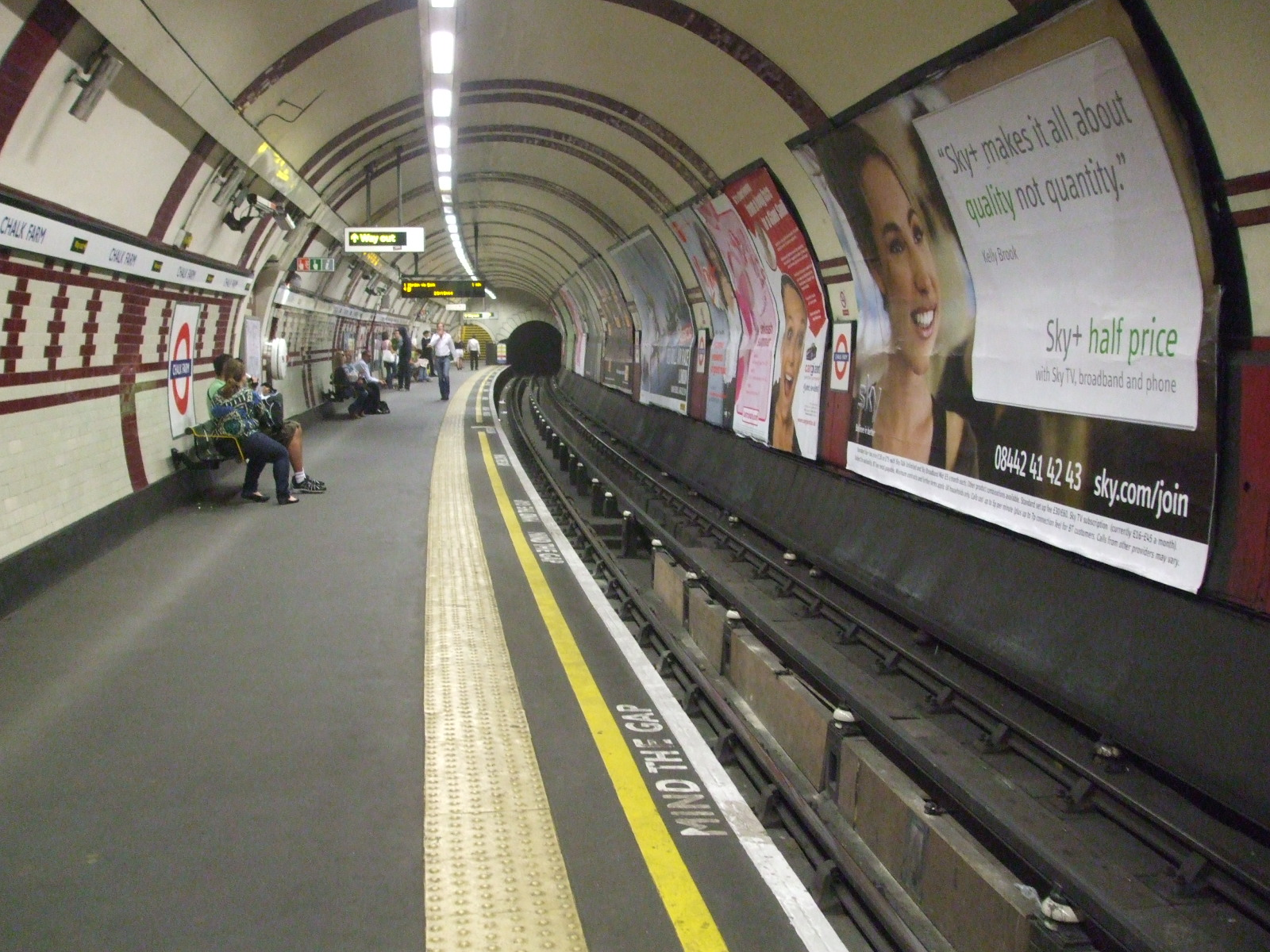
Pohled na nástupiště vlaků směřujících na jih
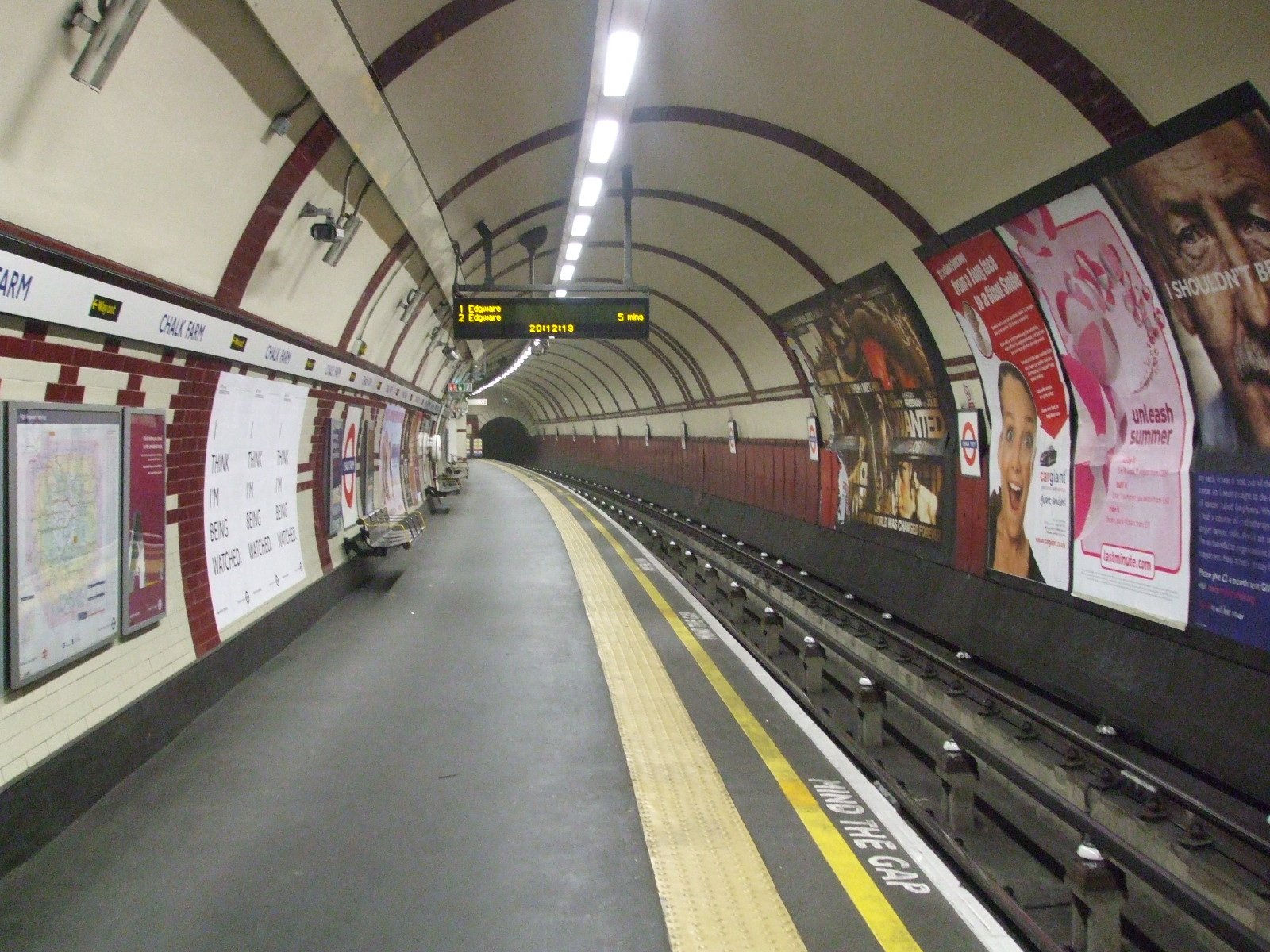
Pohled na nástupiště vlaků směřujících na sever
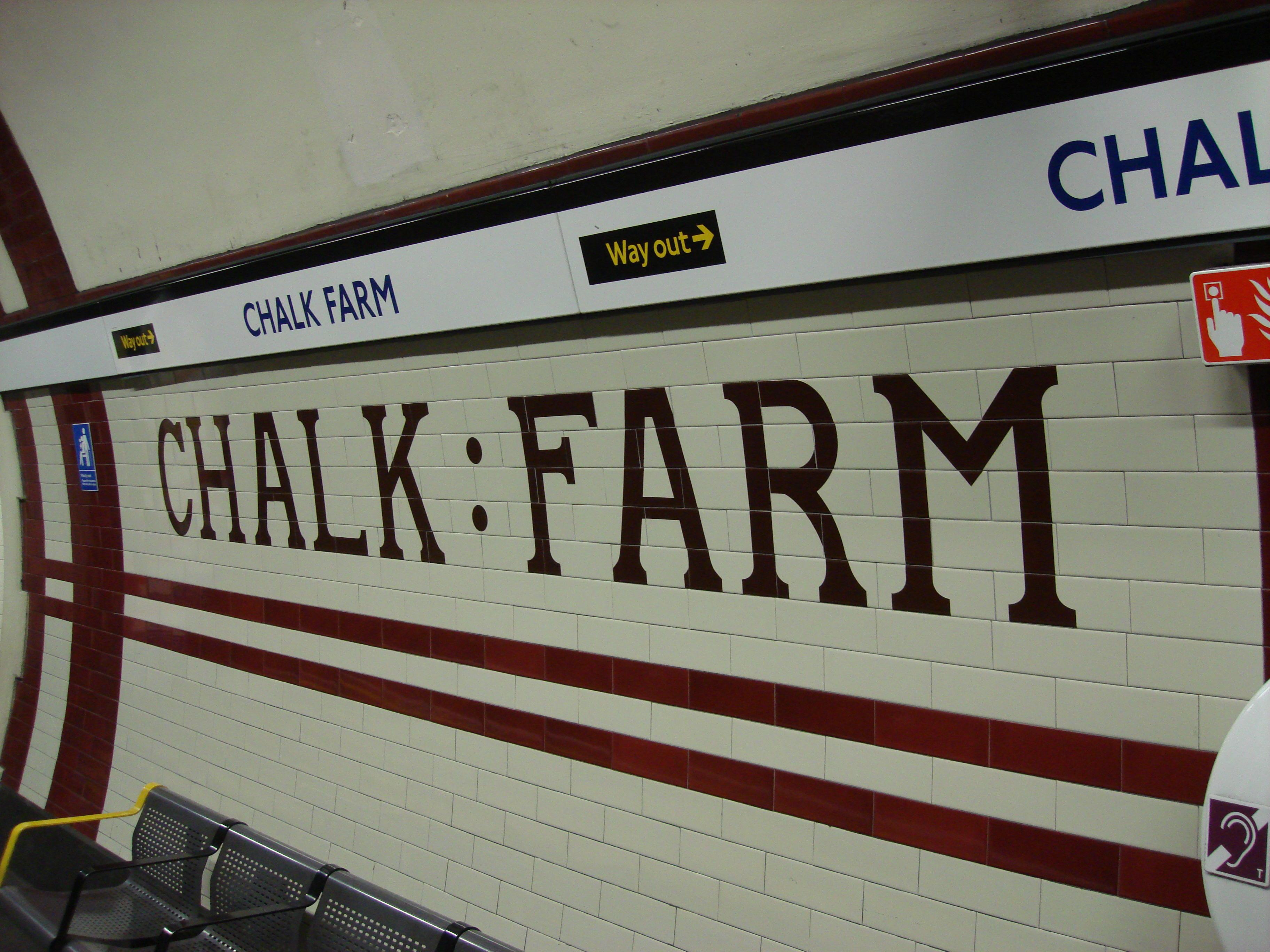
Obklady na nástupišti
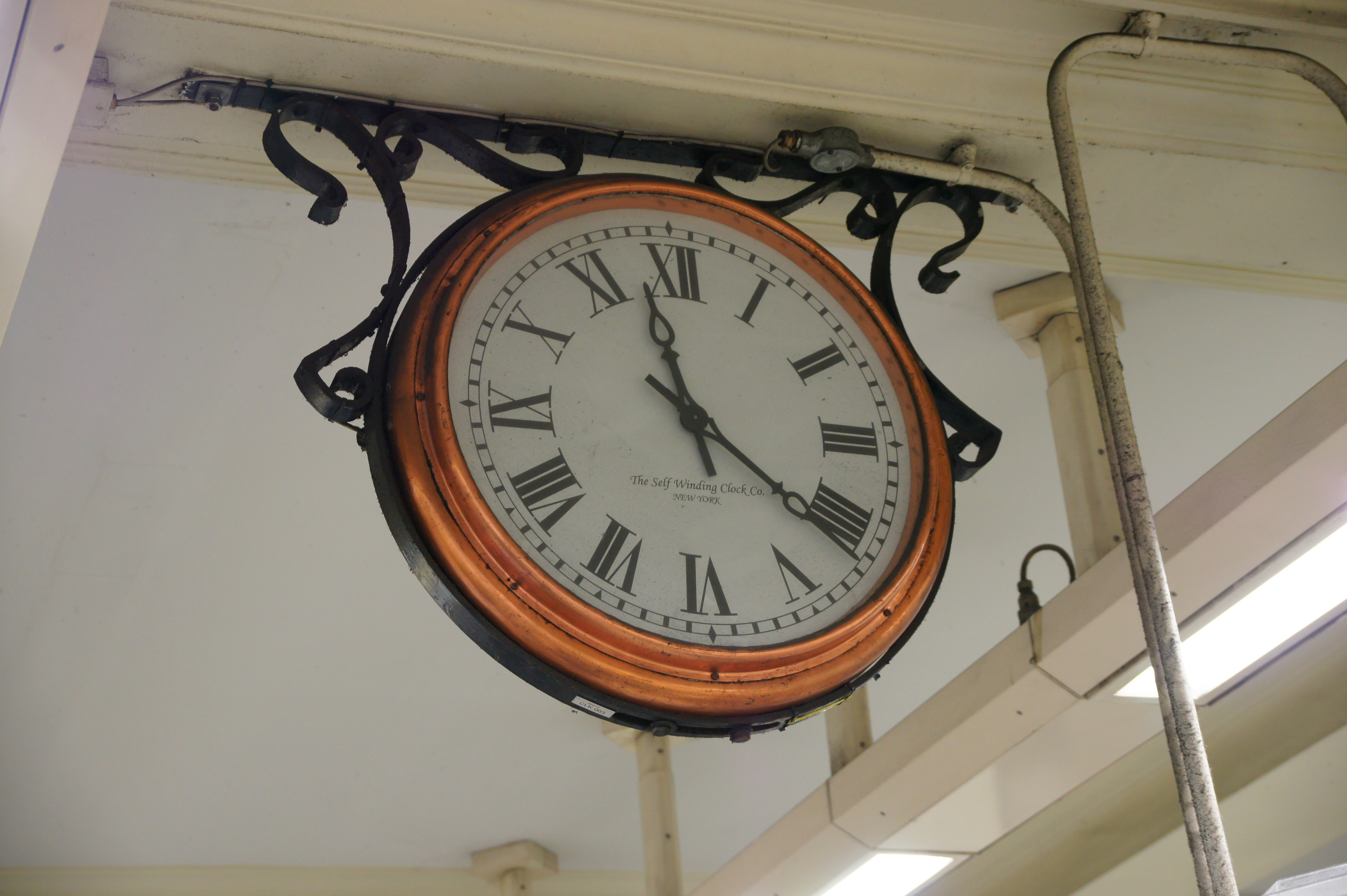
Staniční hodiny
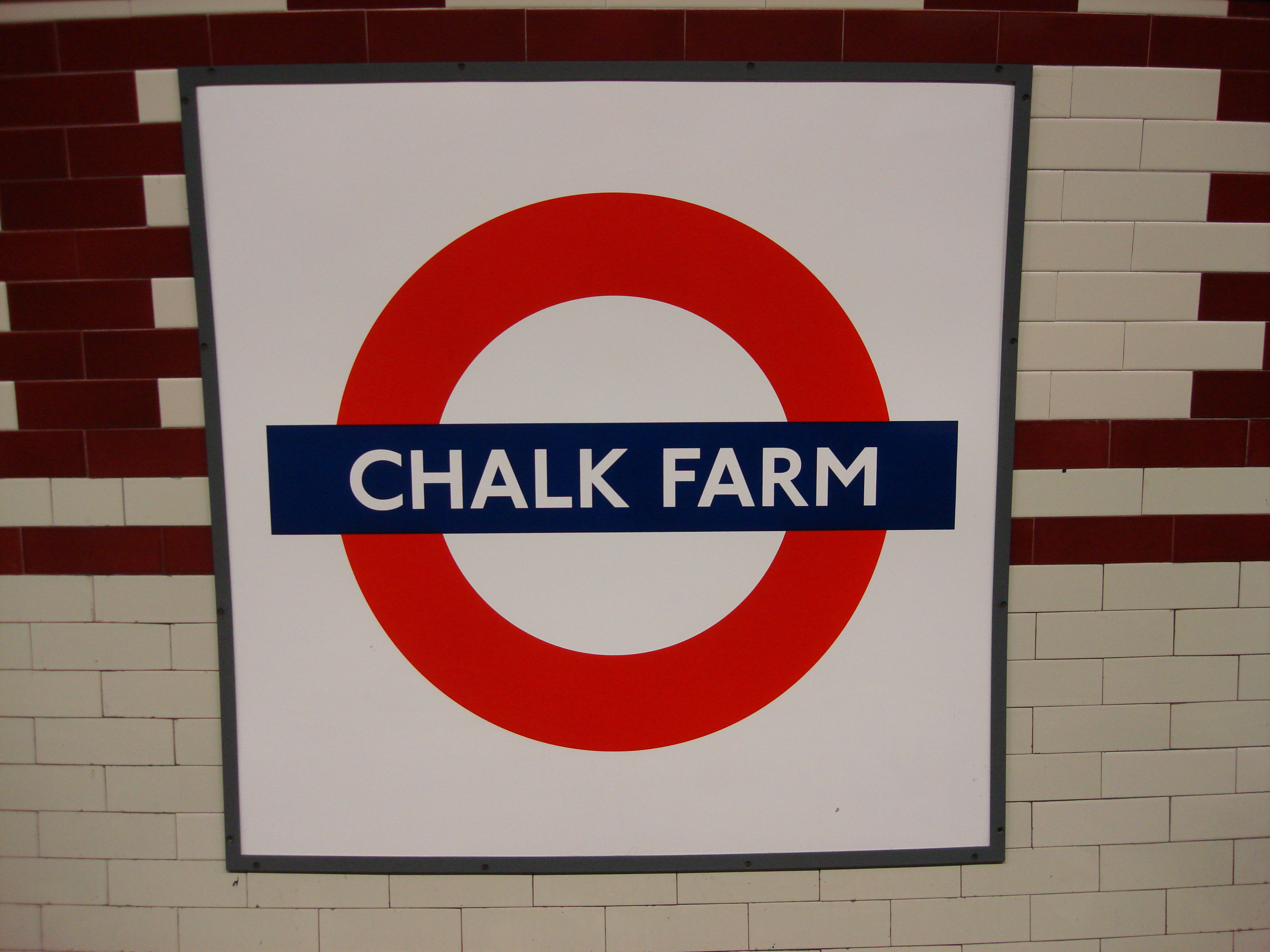
Logo londýnského metra s názvem stanice

## Ohlas v masové kultuře
Londýnská kapela Madness (styl ska/pop) pózovala před stanicí Chalk Farm na fotografii pro obálku svého alba Absolutely, které se v roce 1980 umístilo na druhém místě v britské hitparádě, a singlu Baggy Trousers z tohoto alba, který se umístil v britské hitparádě na místě třetím.